# 233 f.Kr.

## Avlidna
- Han Fei, kinesisk filosof som, tillsammans med Li Si, har utvecklat Xun Zis filosofi till den doktrin, som förkroppsligas av legalismskolan (född omkring 280 f.Kr.)